# Micraeschynanthus
Micraeschynanthus é um género botânico pertencente à família Gesneriaceae.

## Espécie
Micraeschynanthus dischidioides

## Nome e referências
Micraeschynanthus Ridley